# ФК Ветра
ФК „Ветра“ е бивш литовски футболен клуб от столицата на Литва – Вилнюс.
Създаден е през 1996 г. и първоначално е базиран в Рюдишкес – предградие на Вилнюс, където се мести през 2003 г.
Стадион на отбора е Ветра стадион с капацитет 5900 места. Президент е Ромас Сташаускас, а треньор – Виргинус Лиубсис.
През 2004 г. „Ветра“ играе в УЕФА Интертото Къп и достига до 3-ти кръг. През 2005 и 2006 обаче отпада още след първите си мачове, а през 2007 отново достига 3-ти кръг.
През 2010 г. „Ветра“ играе в елитното подразделение без лиценз. Тъй като клубът е натрупал задължения към играчите и ситуацията се влошава, Федерацията премахва клуба от шампионата. Впоследствие клубът обявява фалит.

## Цветове
Домакинските си срещи „Ветра“ играе с жълти фланелки и чорапи и черни гащета. Екипите за гостуване са изцяло в синьо.

## Сезони 2004 – 2010
| Сезон | Hиво | Лига   | Място |
| ----- | ---- | ------ | ----- |
| 2003  | 1.   | А Лига | 3.    |
| 2004  | 1.   | А Лига | 5.    |
| 2005  | 1.   | А Лига | 4.    |
| 2006  | 1.   | А Лига | 3.    |
| 2007  | 1.   | А Лига | 5.    |
| 2008  | 1.   | А Лига | 3.    |
| 2009  | 1.   | А Лига | 2.    |
| 2010  | 1.   | А Лига | [ 8 ] |

## Клубни турнири
| Сезон | Турнир             | Кръг | Съперник         | Резултати              |
| ----- | ------------------ | ---- | ---------------- | ---------------------- |
| 2004  | УЕФА Интертото Къп | 1    | Транс Нарва      | 3 – 0, 1 – 0           |
|       |                    | 2    | Хибърниън        | 1 – 1, 1 – 0           |
|       |                    | 3    | Есбер фБ         | 1 – 1, 0 – 4           |
| 2005  | УЕФА Интертото Къп | 1    | Клуж Напока      | 2 – 3, 1 – 4           |
| 2006  | УЕФА Интертото Къп | 1    | ФК Шелборн       | 0 – 1, 0 – 4           |
| 2007  | УЕФА Интертото Къп | 1    | АФК Ланели       | 3 – 1, 3 – 5           |
|       |                    | 2    | Легия Варшава    | '2 – 0'/3 – 0, (служ.) |
|       |                    | 3    | Блекбърн Роувърс | 0 – 2, 0 – 4           |